# Нижний Сусальный переулок
Ни́жний Суса́льный переу́лок — улица в Басманном районе Центрального административного округа города Москвы. Проходит от улицы Казакова до Курского направления Московской железной дороги.

## Название
В прошлом представлял собой часть Никольской улицы, получившей название по приделу, освящённому во имя Николая Чудотворца храма Нерукотворного образа Спаса. В XIX веке, после строительства Московско-Курской железной дороги, улица оказалась разделённой на две части. Нижняя часть (по рельефу местности) стала называться Нижний Сусальный тупик (позже переулок) по находившейся в нём фабрике сусального золота.

## Описание
Нижний Сусальный переулок начинается от улицы Казакова, проходит на юг до железнодорожных путей Курского направления МЖД, на которое выходит напротив Курского вокзала. Справа по улице расположен комплекс Московского газового завода с примыканием улицы Кривошеева.

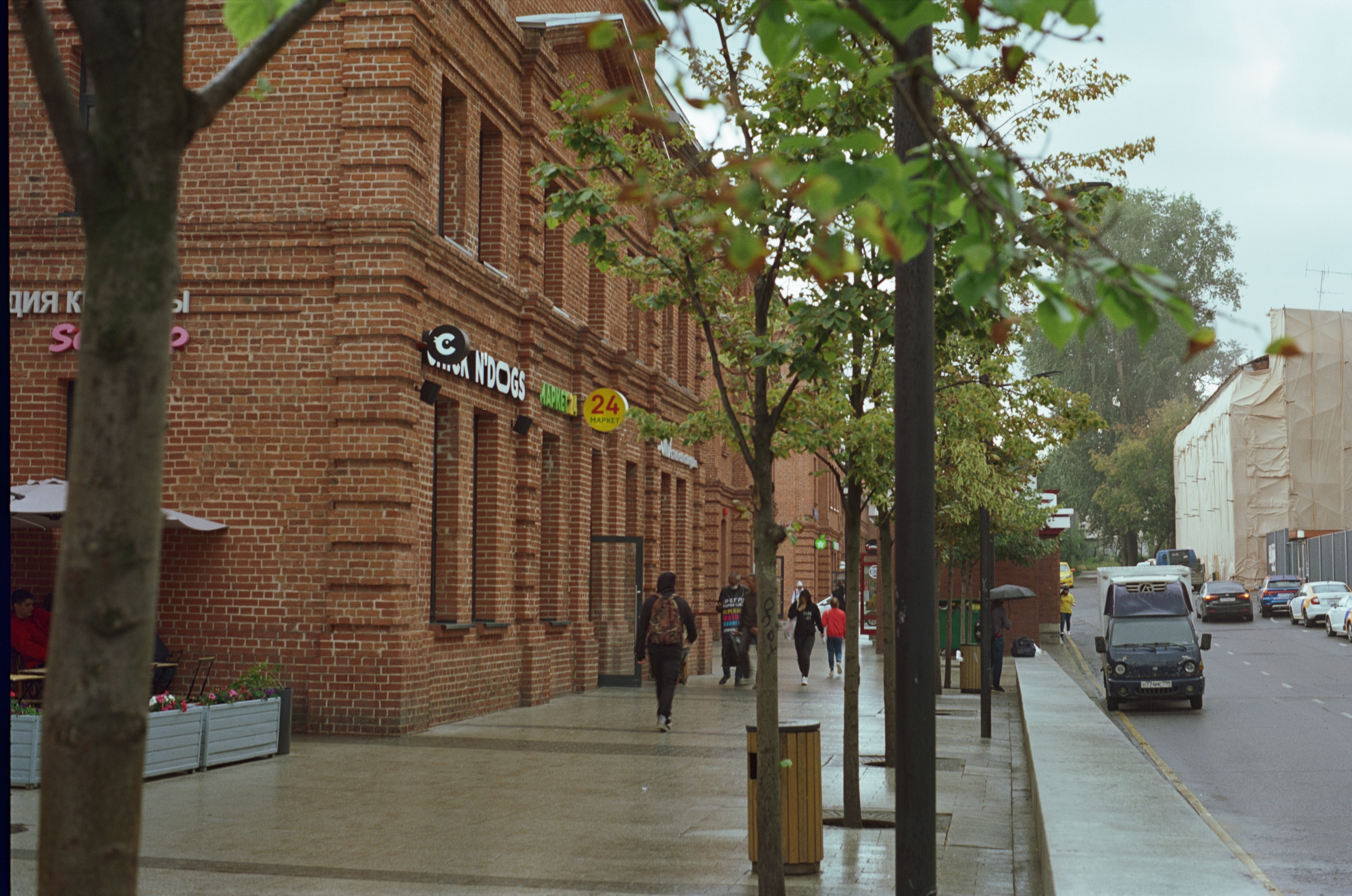
Нижний Сусальный переулок после ремонта тротуара (2020)

## Здания и сооружения
По нечётной стороне:
- № 5 — Московский газовый завод (1868, архитекторы Н. П. Милюков, Ф. М. Дмитриев, М. П. Степанов, Р. Б. Бернгард, А. И. Рооп), сейчас — Мосгаз, управление по эксплуатации и ремонту газопроводов высокого и среднего давления и газораспределительных станций. Ансамбль завода является ценным градоформирующим объектом.[1];
- № 7 — Механический завод;

По чётной стороне:
- № 4 — производственная корпорация «Балтийский хлеб»;
- № 4А — поликлиника № 7 ЦАО, дезинфекционная станция № 4;